# Derek Yu
Derek Yu (Pasadena (Califòrnia), 2 de juliol de 1982) és un dissenyador de videojocs, artista i blocaire nord-americà. Yu és conegut per haver participat en el procés creatiu de diversos videojocs, com ara Spelunky i Aquaria. Ha estat anomenat superestrella i icona genuïna de la indústria del videojoc.